# Взвоз (архитектура)

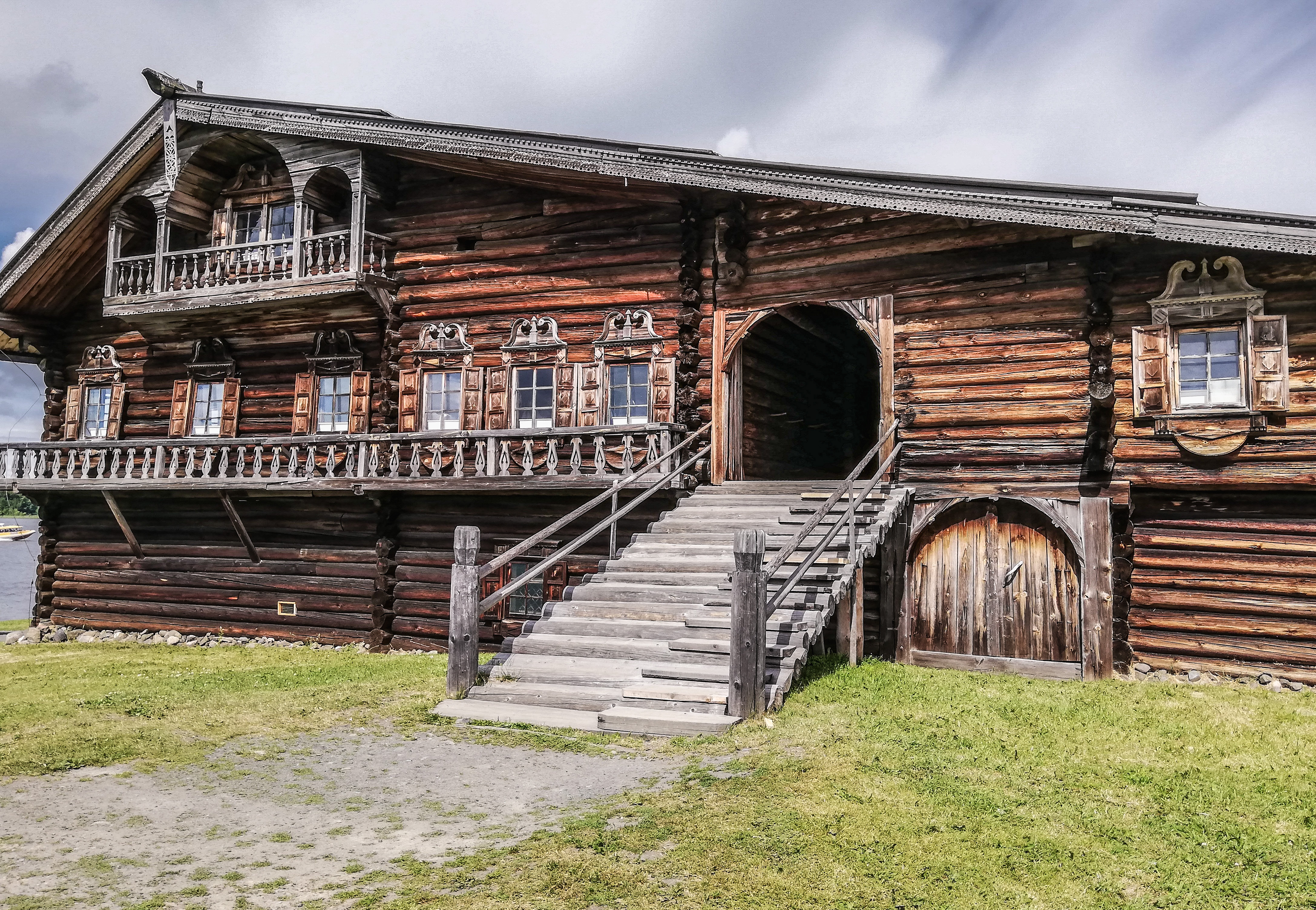
Взвоз дома Ошевнева из деревни Ошевнево в музее-заповеднике «Кижи»

Взвоз или взъезд — элемент русского деревянного зодчества в виде бревенчатого пандуса, ведущего на второй этаж какого-либо хозяйственного строения или крытого хозяйственного двора. Основная его функция заключалась в том, чтобы предоставить возможность доставки груза на верхний этаж конным транспортом без распряжения лошадей.
Как правило, конструкция взвоза состояла из вертикальных столбов или плах, на которые опирались два ряда продольных брёвен, несущих на себе накат из кругляка. Наличие таких помостов являлось характерным признаком построек Русского Севера.